# Djungle
Djungle è il sesto album in studio del DJ producer italiano DJ Tayone, pubblicato il 7 maggio 2021 dalla Thaurus Music.

## Tracce
1. Djungle (feat. Marracash, Taxi B & Paky) – 2:40
2. Nada (feat. Gué Pequeno, Capo Plaza & Pablo Chill-E) – 3:23
3. Adesso (feat. Massimo Pericolo) – 2:57
4. Fantasmi (feat. Geolier & Marracash) – 3:19
5. Via da qui (feat. Ernia & Tiromancino) – 2:47
6. Amy (feat. Rkomi) – 2:58
7. Lattina (feat. Ketama126 & Pretty Solero) – 3:06
8. Squali (feat. VillaBanks & Touché) – 3:49
9. Nun me saje (feat. Neffa) – 3:29
10. Novanta (feat. Samurai Jay & Jake La Furia) – 2:48
11. Hit or Myss (feat. Myss Keta) – 3:06
12. Pussy (feat. MC Buzzz & Vettosi) – 2:43
13. C'est la vie (feat. Dosseh & Capo Plaza) – 3:08
14. Sciacalli (feat. Noyz Narcos & Speranza) – 2:20

Tracce bonus nella riedizione Djungle Unchained
1. 6 mesi (feat. Franco126, Guè & J Lord) – 3:01
2. Stanotte (feat. Coez & Massimo Pericolo) – 2:39
3. Macchine (feat. Nicola Siciliano & Bresh) – 3:12
4. Monopolio (feat. Kid Yugi & Nerissima Serpe) – 2:42
5. Cocco (feat. Touché & 8Blevrai) – 3:15
6. Benjamins (feat. MV Killa, Yung Snapp & Lele Blade) – 2:49
7. Diamanti grezzi (feat. Delé & Epoque) – 3:15

## Classifiche
| Classifica (2021) | Posizione massima |
| ----------------- | ----------------- |
| Italia            | 6                 |